# アルベルト・マルト

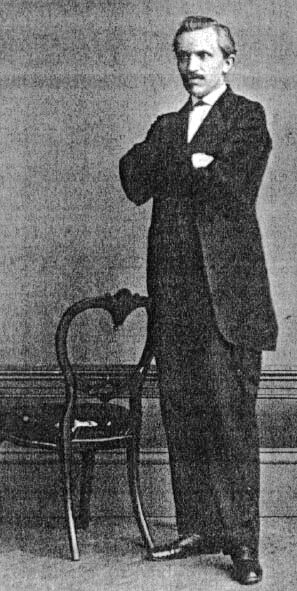
アルベルト・マルト

アルベルト・マルト（ドイツ語: Albert Marth, 1828年5月5日 - 1897年8月5日）は、イングランドおよびアイルランドで活動したドイツの天文学者。
ポメラニアのコルベルク（現・ポーランド西ポモージェ県コウォブジェク）出身。
1853年、マルトはワイン商人のジョージ・ビショップの支援の下、イングランドで天文学の研究を始めた。その後マルトはウィリアム・ラッセルの助手に就き、ラッセルの数々の天体発見に貢献した。マルト自身も小惑星アンフィトリテを発見した。
マルトは太陽系全体の天文暦を作成し、火星における地球の日面通過など、各惑星における他の惑星の日面通過のタイミングを計算した。
晩年にドイツに戻り、癌のためハイデルベルクで没した。
マルトの名は、その功績を称えて、月や火星のクレーターに付けられている。
- 月の病の沼の北西部に位置するクレーター→マルト (月のクレーター)
- 火星のメリディアニ平原の北方に位置するクレーター→マルト (火星のクレーター)